# Introduction et allegro appassionato (Reinecke)
Pour les articles homonymes, voir Introduction et allegro.
Introduction et allegro appassionato op. 256 est une œuvre concertante pour clarinette et piano de Carl Reinecke composée vers 1900 dédicacée au clarinettiste Richard Mühlfeld pour lequel Johannes Brahms avait composé ses sonates pour clarinette .
La pièce commence par une lente introduction en do mineur suivi par un mouvement allegro en forme sonate, qui passe de do mineur à do majeur. Le final revient en do mineur.
La structure de la pièce est conventionnelle où le thème exposé est issu de l'ouverture de l'introduction. 

« Après quelques accords sourds du piano, la clarinette engage une mélodie noble et expressive du grave à l’aigu en multipliant mélismes et ornements. Bientôt, l’allégro emporté, presque violent transporte l’auditeur dans un monde troublé et fluctuant : L’art de Reinecke sera ici de faire sortir de cet emportement un deuxième thème élégiaque et noble qui n’est pas sans rappeler le thème fameux de l’Ondine dans la sonate opus 167. Après de nombreuses modulations, le tempo s’envole dans une coda aux proportions courtes et parfaites clôturant ainsi une œuvre qui à bien des égards se révèle être une parfaite réussite. »

— Olivier Dartevelle
Dans cette œuvre, Carl Reinecke a utilisé des caractéristiques du style de Brahms sans renoncer à son propre style. Le résultat est l'une des œuvres pour clarinette et piano les plus intéressantes de la fin de la période romantique.
La pièce a été publiée en 1901 chez Bosworth.

## Enregistrements
- Reinecke : Music for Clarinet avec Olivier Dartevelle (clarinette), Jean Schils (alto) et Pierre Henri Xuereb (piano), (Naxos, no  catalogue 8.570181, novembre 2006)[2]
- Schumann, Reinecke, Debussy, Berg, Corigliano avec Mathias Kjøller (clarinette), Simon Crawford-Phillips (piano), Cloë Hanslip (violon), Callino Quartet, (Orchid Classics, ORC100077, 2018)[1]